# العلاقات الفيجية الكرواتية
العلاقات الفيجية الكرواتية هي العلاقات الثنائية التي تجمع بين فيجي وكرواتيا.

## مقارنة بين البلدين
هذه مقارنة عامة ومرجعية للدولتين:
| وجه المقارنة                                              | فيجي                                                                 | كرواتيا                                                  |
| --------------------------------------------------------- | -------------------------------------------------------------------- | -------------------------------------------------------- |
| المساحة (كم2)                                             | 18.27 ألف                                                            | 56.59 ألف                                                |
| عدد السكان (نسمة)                                         | 915.30 ألف                                                           | 4.11 مليون                                               |
| الكثافة السكانية (ن./كم²)                                 | 50.1                                                                 | 72.63                                                    |
| العاصمة                                                   | سوفا                                                                 | زغرب                                                     |
| اللغة الرسمية                                             | لغة إنجليزية، اللغة الفيجية، اللغة الفيجي الهندية، اللغة الهندستانية | اللغة الكرواتية                                          |
| العملة                                                    | دولار فيجي                                                           | كونا كرواتية                                             |
| الناتج المحلي الإجمالي (بليون دولار)                      | 5.06 مليار                                                           | 54.85 مليار                                              |
| الناتج المحلي الإجمالي (تعادل القوة الشرائية) بليون دولار | 8.32 مليار                                                           | 94.64 مليار                                              |
| الناتج المحلي الإجمالي الاسمي للفرد دولار أمريكي          | 4.96 ألف                                                             | 11.54 ألف                                                |
| الناتج المحلي الإجمالي للفرد دولار أمريكي                 | 8.79 ألف                                                             | 21.64 ألف                                                |
| مؤشر التنمية البشرية                                      | 0.727                                                                | 0.818                                                    |
| رمز المكالمات الدولي                                      | +679                                                                 | +385                                                     |
| رمز الإنترنت                                              | .fj                                                                  | .hr                                                      |
| المنطقة الزمنية                                           | ت ع م+12:00                                                          | توقيت وسط أوروبا، ت ع م+01:00، ت ع م+02:00، أوروبا/زغرب ‏ |

## منظمات دولية مشتركة
يشترك البلدان في عضوية مجموعة من المنظمات الدولية، منها:
| علم المنظمة | اسم المنظمة                               | تاريخ انضمام فيجي | تاريخ انضمام كرواتيا |
| ----------- | ----------------------------------------- | ----------------- | -------------------- |
|             | المنظمة الهيدروغرافية الدولية             | ?                 | ?                    |
|             | الاتحاد البريدي العالمي                   | ?                 | ?                    |
|             | يونسكو                                    | 14 يوليو 1983     | 1 يونيو 1992         |
|             | البنك الدولي للإنشاء والتعمير             | 28 مايو 1971      | 25 فبراير 1993       |
|             | منظمة التجارة العالمية                    | ?                 | ?                    |
|             | وكالة ضمان الاستثمار متعدد الأطراف        | 24 سبتمبر 1990    | 19 مارس 1993         |
|             | الاتحاد الدولي للاتصالات                  | 5 مايو 1971       | 3 يونيو 1992         |
|             | منظمة الشرطة الجنائية الدولية             | ?                 | ?                    |
|             | مؤسسة التمويل الدولية                     | 12 يوليو 1979     | 25 فبراير 1993       |
|             | الأمم المتحدة                             | 13 أكتوبر 1970    | 22 مايو 1992         |
|             | مؤسسة التنمية الدولية                     | 29 سبتمبر 1972    | 25 فبراير 1993       |
|             | منظمة حظر الأسلحة الكيميائية              | ?                 | ?                    |
|             | المركز الدولي لتسوية المنازعات الاستشارية | 10 سبتمبر 1977    | 22 أكتوبر 1998       |

## وصلات خارجية
- موقع وزارة الخارجية الفيجية
- موقع وزارة الخارجية الكرواتية